# Meerschautita
La meerschautita és un mineral de la classe dels sulfurs. Rep el nom en honor d'Alain Meerschaut (n. 1945), antic director de recerca del CNRS, per la seva destacada contribució a la definició i estudi de l'estructura cristal·lina de noves sulfosals de plom i antimoni d'origen hidrotermal als Alps Apuans.

## Característiques
La meerschautita és una sulfosal de fórmula química (Ag,Cu)₆Pb43-2xSb44+2xS112Ox (x ~0.5). Va ser aprovada com a espècie vàlida per l'Associació Mineralògica Internacional l'any 2013, sent publicada per primera vegada el 2016. Cristal·litza en el sistema monoclínic.
Segons la classificació de Nickel-Strunz, la meerschautita hauria de pertànyer a "02.H - Sulfosals de l'arquetip SnS, amb Cu, Ag, Fe, Sn i Pb» juntament amb els següents minerals: aikinita, friedrichita, gladita, hammarita, jaskolskiïta, krupkaïta, lindströmita, meneghinita, pekoïta, emilita, salzburgita, paarita, eclarita, giessenita, izoklakeïta, kobellita, tintinaïta, benavidesita, jamesonita, berryita, buckhornita, nagyagita, watkinsonita, museumita i litochlebita.
L'exemplar que va servir per a determinar l'espècie, el que es coneix com a material tipus, es troba conservat a les col·leccions del Museu d'Història Natural de la Universitat de Pisa (Itàlia), amb el número de catàleg: 19649.

## Formació i jaciments
Va ser descoberta a la mina Pollone, situada a Valdicastello Carducci, a la província de Lucca (Toscana, Itàlia), on es troba en forma de cristalls prismàtics associada a altres minerals com l'esfalerita, el quars, ala pirita, la boulangerita o la barita. Aquest indret és l'únic a tot el planeta on ha estat descrita aquesta espècie mineral.